# Podwólczanka
Podwólczanka – wieś w Polsce położona w województwie podlaskim, w powiecie suwalskim, w gminie Bakałarzewo.
Podwólczanka istniała już w 1783 roku. W XIX wieku podlegała parafii Bakałarzewo. W 1827 roku były tu cztery domy i 23 mieszkańców, ale około 1887 roku - już 8 domów i 65 osób. Mieszkańcy tej wsi uczestniczyli w wojnie obronnej 1939 roku.
W latach 1975–1998 miejscowość administracyjnie należała do województwa suwalskiego. 
Wierni kościoła rzymskokatolickiego należą do parafii Matki Bożej Częstochowskiej w Żylinach.